# Ли Джэгван
Ли Джэгван (кор. 이재관) — корейский художник-портретист и пейзажист. Носил псевдоним Содан. Считается мастером золотого периода жанра «мунинхва».

## Биография
Родился в обедневшей семье янбанов, с юности был вынужден зарабатывать себе на жизнь после ранней смерти отца: в 20 лет уже был профессиональным художником. В основном специализировался на портретах и пейзажах.
Стал придворным портретистом и вошёл в Тохвавон, аналог Королевской академии живописи, а также по корейскому обычаю того времени ему был присвоено военное звание и он был приписан к городу Хэджу. Ли занимался реставрацией портрета короля Тхэджо, основавшего правившую тогда династию Чосон. Написал портрет внука Кан Сехвана, Кан Ио.
Несмотря на то, что Ли принадлежал к знати, он черпал вдохновение в работах таких учёных художников из среднего класса, как Чо Хирён. До 30 лет Ли, как и другие художники Тохвавона, в основном следовал китайской традиции «Южной школы», по-корейски называвшейся «мунинхва». В отличие от китайских художников-интеллектуалов, их корейские последователи не искали даосского затворничества, участвуя в придворной жизни. Художники-интеллектуалы Кореи, включая Ли Джэгвана, экспериментировали с тушью и бумагой, создавая минималистичные эскизы и играя пятнами на холсте.
После 30 Ли попал под влияние Ли Инсана и Юн Джехона. Позже Ли стал учеником Ким Чонхи, высоко оценивавшего его способности: на портрете Кан Ио учитель написал хвалебный комментарий. Другие его произведения — «Плантан и поэма» и «Отдых под сосной», а также альбом с пейзажами 1837 года.

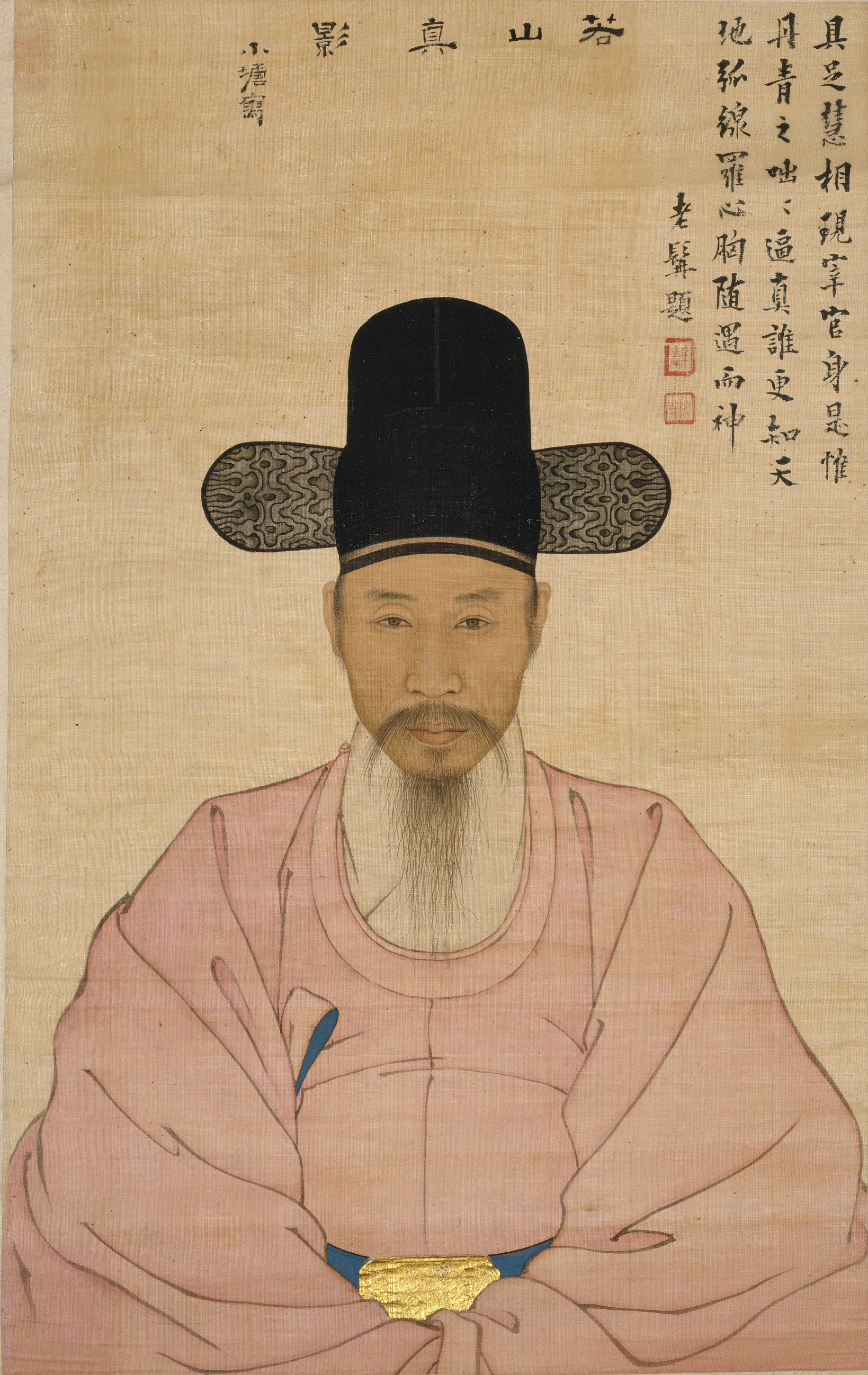
Портрет Кан Ио кисти Ли Джэгвана
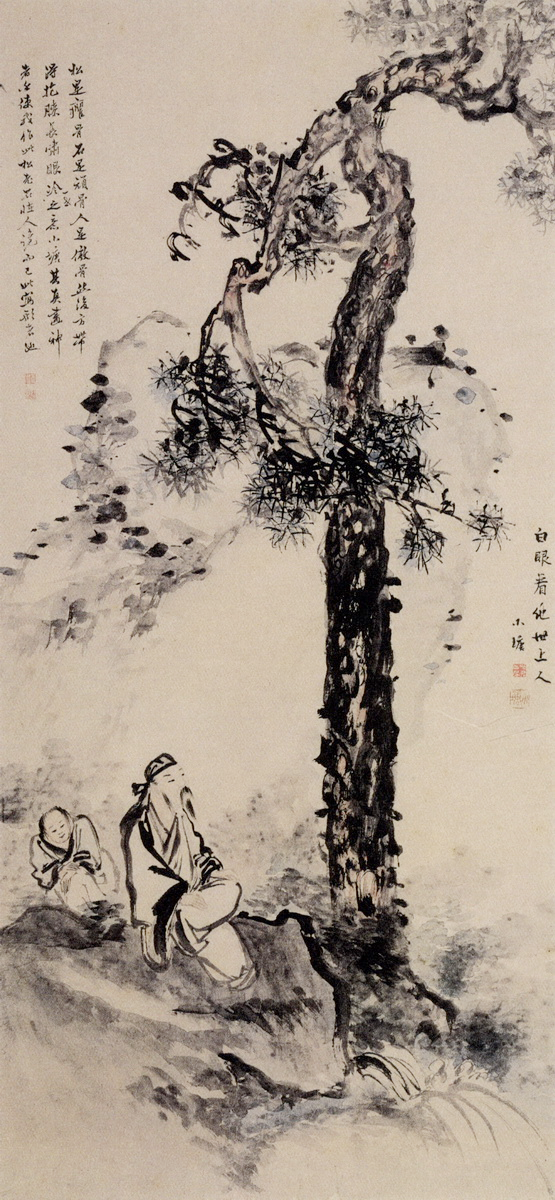
Отдых под сосной
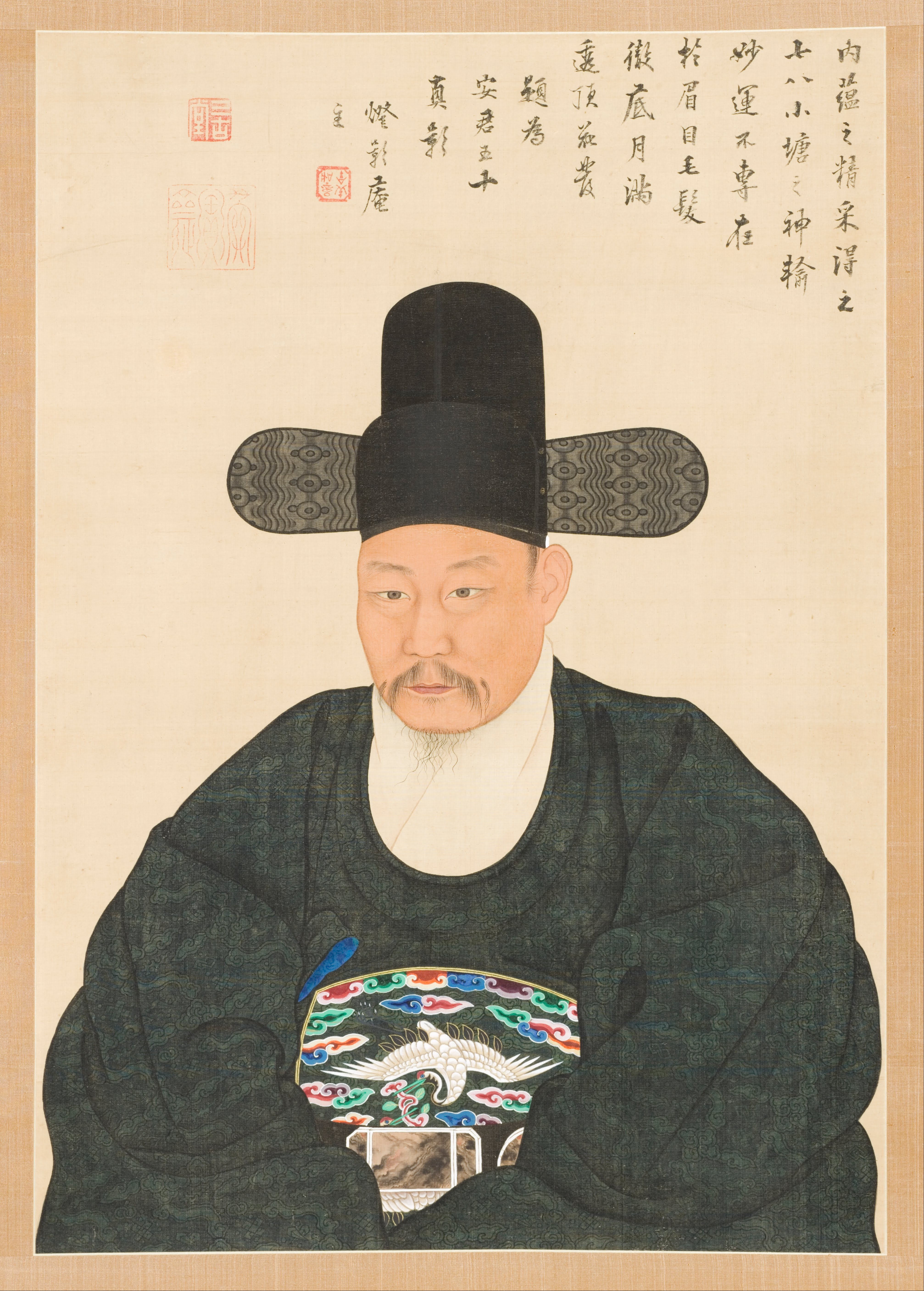
Портрет чиновника на 50-летие